# رینبک (آیووا)
رینبک (به انگلیسی: Reinbeck) شهری در ایالت آیووا کشور ایالات متحده آمریکا است که جمعیت آن در سرشماری سال ۲۰۱۰ میلادی، ۱٬۶۶۴ نفر بوده‌است.